# علي دعموش
علي دعموش (21 أكتوبر 1962-) عالم دين لبناني ولد في الجنوب اللبناني في بلدة أنصارية .

## حياته
درس علومه الدينية على يدي كبار علماء الحوزة العلمية في مدينة قم في ايران. ساهم في تأسيس المنتدى اللبناني لتدريس الطلاب على أصول البحث العلمي والتحقيق في قم.
تولى بعد عودته الى لبنان سنة 1994 العديد من المسؤوليات في حزب الله، وكان مسؤولا عن العلاقات الخارجية الى سنة 2017 ومنذ ذلك الحين يشغل موقع نائب رئيس المجلس التنفيذي في الحزب، وهو امام مجمع السيدة زينب الديني في حارة حريك في بيروت وعضو في المجمع العالمي لأهل البيت ومركزه طهران.
كتب العديد من المقالات الإسلامية المتنوعة نشرت في العديد من المجلات الإسلامية، وأعد عشرات الحلقات الإذاعية والتلفزيونية في التفسير والسيرة والموضوعات الإسلامية المتنوعة. شارك في العديد من المؤتمرات في إيران ولبنان وأندونيسيا وأوروبا.

## أعماله الأدبية
- موسوعة الاستخبارات والأمن في الآثار والنصوص الإسلامية (3 أجزاء) طبعت مرتين. وترجمت إلى الفارسية من قبل جامعة الإمام الحسين(ع) في طهران وطبعت مترجمة ثلاث مرات .
- السيرة والتاريخ، طبع عدة مرات، وهو حلقات تدريسية في السيرة النبوية والتاريخ الإسلامي، تم اعتماده كمتن تدريسي في التثقيف الحزبي.
- الحياة السياسية لأئمة أهل البيت (عليهم السلام) طبع عدة مرات وتم اعتماده كمتن تدريسي في التثقيف الحزبي.
- السيرة النبوية برواية أئمة أهل البيت (عليهم السلام) (10 أجزاء) طُبع ونشر سنة 2008.